# Grön muräna
Grön muräna eller bara muräna, på latin Gymnothorax funebris är en fiskart i släktet Gymnothorax och familjen Muraenidae. Den beskrevs av Ranzani, 1839. 
Inga underarter finns listade i Catalogue of Life.